# ソーダ湖 (サンバーナーディーノ郡)
ソーダ湖はモハーヴェ砂漠内、カリフォルニア州サンバーナーディーノ郡にある干上がった湖。モハーベ川の終端にあたる。水があるのは降雨期のみであるが、地中には水がある。
ソーダ湖およびシルバー湖は、完新世にあった大きな湖モハーベ湖の一部が残っているものである。現在湖からの水の流出先は無く、蒸発して炭酸ナトリウムや炭酸水素ナトリウムの蒸発岩を残している。